# Stenoxyphellus
Stenoxyphellus is een geslacht van rechtvleugeligen uit de familie Pyrgomorphidae. De wetenschappelijke naam van dit geslacht is voor het eerst geldig gepubliceerd in 1941 door Ramme.

## Soorten
Het geslacht Stenoxyphellus  is monotypisch en omvat slechts de volgende soort:
- Stenoxyphellus brachypterus (Ramme, 1941)